# 炎の孕ませ俺の嫁おっぱい乳双+
『炎の孕ませ俺の嫁 おっぱい乳双＋』（ほのおのはらませおれのよめ おっぱいむそうプラス）とは、株式会社テックアーツのブランド・SQUEEZより2011年11月18日に発売されたアダルトゲームソフト。

## 概要
炎の孕ませシリーズ初となるファンディスク。『炎の孕ませ同級生』の遠山明日香と『炎の孕ませおっぱい身体測定』の慶光院雪姫の2人が登場する。日常シーンとエロシーンでワンセットとなるミニエピソードが複数あるオムニバス形式となっており、エピソードを1つ読むと次のエピソードが開く形式である。
各ヒロインとも新婚エンドと妊娠エンドの2つがあり、妊娠エンドでは生まれる子供の名前を決められるようになっている。

## 登場人物

### 主人公
加我見 和也（かがみ かずや）
明日香編の主人公。
本作では、大学生となっている。明日香と同棲生活を始めている。
御神 雄也（みかみ ゆうや）
雪姫編の主人公。
前作に引き続き、学園の保険医を務めている。雪姫とは交際中で、雪姫が学園を卒業して数日後に挙式の予定。

### ヒロイン
遠山 明日香（とおやま あすか）
声 - 青川ナガレ
明日香編のヒロイン。
和也と同じ大学に通っており、ブライダル誌を購読しながら和也との結婚を夢見ている。そして、終盤についにその夢が叶い、加我見明日香と改名する。
生まれる子供は男の子。
慶光院 雪姫（けいこういん ゆき）
声 - 青葉りんご
雪姫編のヒロイン。
実家はホテル経営。前作の時点では、家業を継ぐことを考えていたが、本作の序盤で雄也に嫁いだため、御神雪姫（みかみ ゆき）と改名する。
雄也の父親とも交流があり、関係を深めている要因になっている。お嬢様ゆえにやや庶民の知識には疎く、夏祭りや花火大会などなんにでも興味を示す。
生まれる子供は女の子。

## スタッフ
- 企画 - TOMO、唐子ニコフ
- 原画 - ゆいび、空色月色
- シナリオ - 伊藤海、骸坊主
- 音楽 - abc-dex